# ルミャンツェヴォ駅
ルミャンツェヴォ駅（ルミャンツェヴォえき、ロシア語: Румянцево）はモスクワ地下鉄・ソコーリニチェスカヤ線の駅である。

## 歴史
2016年1月18日に開業した。